# Сёмушкин, Тихон Захарович
Ти́хон Заха́рович Сёмушкин (13 [26] июня 1900, Старая Кутля, Пензенская губерния — 6 мая 1970, Москва) — русский советский писатель, лауреат Сталинской премии второй степени (1949).

## Биография
Тихон Сёмушкин родился 13 (26) июня 1900 года в селе Старая Кутля (ныне Лунинский район Пензенской области) в семье деревенского столяра. Образование получил в начальной земской школе, двухклассной церковно-учительской школе (закончил в 1916 году, получив право преподавания). Некоторое время работал учителем в школе села Ильмено Никольского района Пензенской области.
В 1921—1924 годах учился на физико-математическом отделении педагогического факультета 2-го МГУ (большая часть физмата были переведены в 1-й МГУ).

Из воспоминаний: 
Я впервые услышал и о поэтическом северном сиянии… и об аборигенах тундры, которые носятся на собаках и оленях с быстротой птицы. Прочитав его [Тана-Богораза] собрание сочинений, я стал пленником Севера. Попасть в эту страну стало моей неотвязчивой мыслью. Но в то время это было не так легко осуществить. На Севере почти совсем не было школ и, имея квалификацию учителя, я не мог применить её там…
В 1924 году Тихон Сёмушкин, написав письмо Владимиру Тану-Богоразу, отправился на Чукотский полуостров в составе экспедиции, целью которой являлась ликвидация иностранной концессии «Гудсон-бай и К°»
.
В дальнейшем неоднократно принимал участие в экспедициях на Чукотку (возглавлял статистико-экономическую и антропологическую экспедиции), принимал участие под руководством В. Г. Тан-Богораза в создании чукотской письменности, в 1928 был директором первой школы-интерната для детей-чукчей в с. Лаврентия, учителем истории, уполномоченным Далькрайисполкома по Чукотскому району.
С 1931 года — в Комитете Национальностей Наркомпроса РСФСР, занимался вопросами просвещения народов Севера. Член СП СССР с 1941 года. Член КПСС с 1952 года. В 1955 году участвовал в экспедиции за Полярный круг.
В 1949—1953, 1958—1962 годы работал в редколлегии журнала «Знамя», в 1953—1957 годы — в журнале «Огонёк».
Умер 6 мая 1970 года. Похоронен на Ваганьковском кладбище (участок № 38).

### Творчество
Первая статья «Кустари на Чукотской земле» вышла в 1928 году в журнале «Кустари и артель».
В 1931 году опубликовал в журнале «Советский Север» (№ 3—4) статью «Опыт работы по организации школы-интерната чукотской культбазы ДВК». Статья произвела впечатление на ученого-североведа Михаила Сергеева, который ввёл Сёмушкина в писательскую среду.
Тихон Захарович Сёмушкин — автор получившей известность повести «Чукотка». Её весьма высоко оценил Максим Горький, повесть появилась в горьковском альманахе «Год XIX». Антон Макаренко назвал повесть «полярной педагогической поэмой». По повести был создан сценарий (в соавторстве с Федором Кнорре) и поставлен кинофильм «Романтики» (1941), режиссёр Марк Донской.
Но прославил его роман «Алитет уходит в горы», в 1949 году по нему был снят одноимённый фильм режиссёра Марка Донского.
Осенью 1953 года обратился в ЦК КПСС с письмом, в котором потребовал убрать кандидатуру К. М. Симонова при рассмотрении вопроса о новом руководстве Союза писателей, считая, что Симонов будет отстаивать интересы лишь одной группировки. После этого подвергся гонениям, перестали печатать.
В Президиум ЦК КПСС, 6 сентября 1956 года: 

«На протяжении нескольких лет я терпеливо ждал от руководства Союза писателей изменения отношения к себе — несправедливого, оскорбительного и незаслуженного. …После моего выступления на XIII пленуме Союза советских писателей с резкой критикой деятельности Симонова, последний, являясь одним из руководителей Союза, стал просто сводить со мной счёты».
Выступал в защиту писателей.
Из письма в МГК КПСС Е. А. Фурцевой, 12 мая 1956 г.: 

«Поэт А. Т. Твардовский — крупнейший поэт современности. Почему этот литератор оказался за пределами литературы? Почему никто им по-настоящему не заинтересуется? Почему он оказался в таком положении?.. Я недавно навестил талантливого писателя М. С. Бубеннова, автора „Белой берёзы“ — одной из любимых книг в народе. Этот автор сидит в лесу, как загнанный. Он вообще не знает, как ему жить… Самые захудалые военные романы, и те вышли в Военгизе по серии „Военного романа“, а „Белую берёзу“ так и не дают издавать. Может писатель с таким настроением творчески работать? По-моему, трудно. …Список затравленных, изгнанных, изолированных, устранённых — можно бы продолжить, но для характеристики положения и этого достаточно… Душно стало у нас. Надо выводить писателей на воздух, на простор. Перестройку писательской организации можно бы провести, как пожелание самих писателей. Этим будет положен конец всякой групповщине и сплочённой семейственности».
Ученик писателя В. Г. Финка, учитель первого чукотского писателя Ю. С. Рытхэу, дружил с поэтом Александром Твардовским.

## Семья
Супруга Сёмушкина (Авдеева) Валентина Васильевна.

## Награды и премии
- Сталинская премия второй степени (1948) — за роман «Алитет уходит в горы» (1947—1948).[16]

## Произведения
- 1938 — «На Чукотке» (Хабаровск: Дальгиз).
- 1939—1941 — «Чукотка» (в двух томах), документальная повесть для детей, значительно переработанный вариант книги «На Чукотке».
- 1946 — «Спасение Талеко» в журнале «Дальний Восток» № 1-2 за 1946 год (в новой ред. «Приключения Айвама», 1955), повесть.
- 1947—1948 «Алитет уходит в горы», роман.
- «Полёт в Арктику», очерк. М., 1956
- «Приключения Айвама», М., 1956
- Приключения Айвама : для младшего школьного возраста. — М. : Малыш, 1978. — 96 с. : ил. — 100 000 экз.
- Жизнь во льдах. М., 1957
- 1961 — «Норильские встречи», очерки.
- «Угрюм-Север». М, 1968
- Избранные произведения в 2-х т.т. М., 1970
- «Пробуждение океана» — неоконченный роман.

### Экранизации
- 1941 — «Романтики»
- 1949 — «Алитет уходит в горы»

## Критика
Ссылаясь на воспоминания о Сёмушкине Юрия Рытхэу, утверждая, что каюром у писателя на Чукотке «был сам Алитет», а прообразом американского предпринимателя Томпсона в романе «Алитет уходит в горы» стал торговец Карпендель, Сёмушкин во многом точно воссоздаёт эти характеры. К этому следует добавить, что и сами события, видимо, были отражены писателем достаточно правдиво: ведь его первый приезд на Чукотку в 1921 году был связан именно с созданием там первых советских пушных факторий, об истории которых повествуется в романе.
Роман «Алитет уходит в горы» имеет довольно сложную жанровую структуру, в которой превалирует именно художественное, с определённой долей поэтического вымысла, отражение жизни. Общий революционный пафос романа, возможно, в наше время утратил свою актуальность. Однако само произведение ценно и по сей день не только благодаря его историческому содержанию, экзотической тематике, но и поистине поэтическому наполнению, что отразилось и в многогранности его композиции.
По мнению немецкого слависта В. Казака, «художественные недостатки прозы Сёмушкина столь заметны, что совершенно не дают проявиться возможностям, заложенным в необычности данного фольклорного материала».

## Память

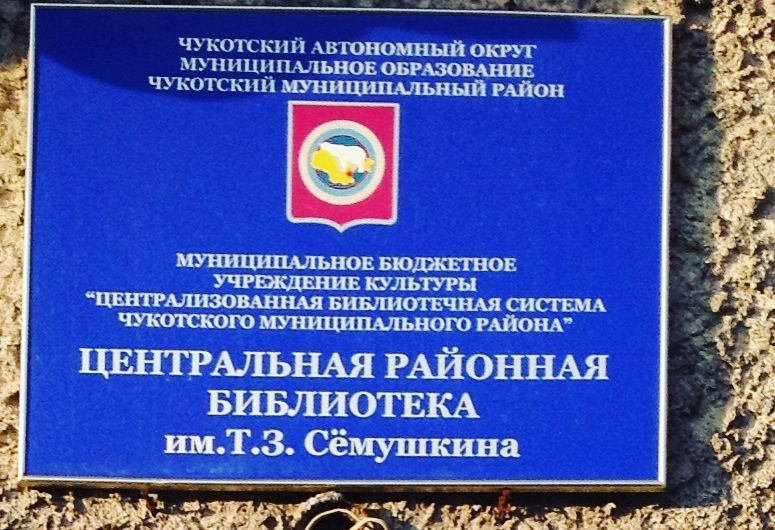
Библиотека им. Т. З. Сёмушкина в с. Лаврентия

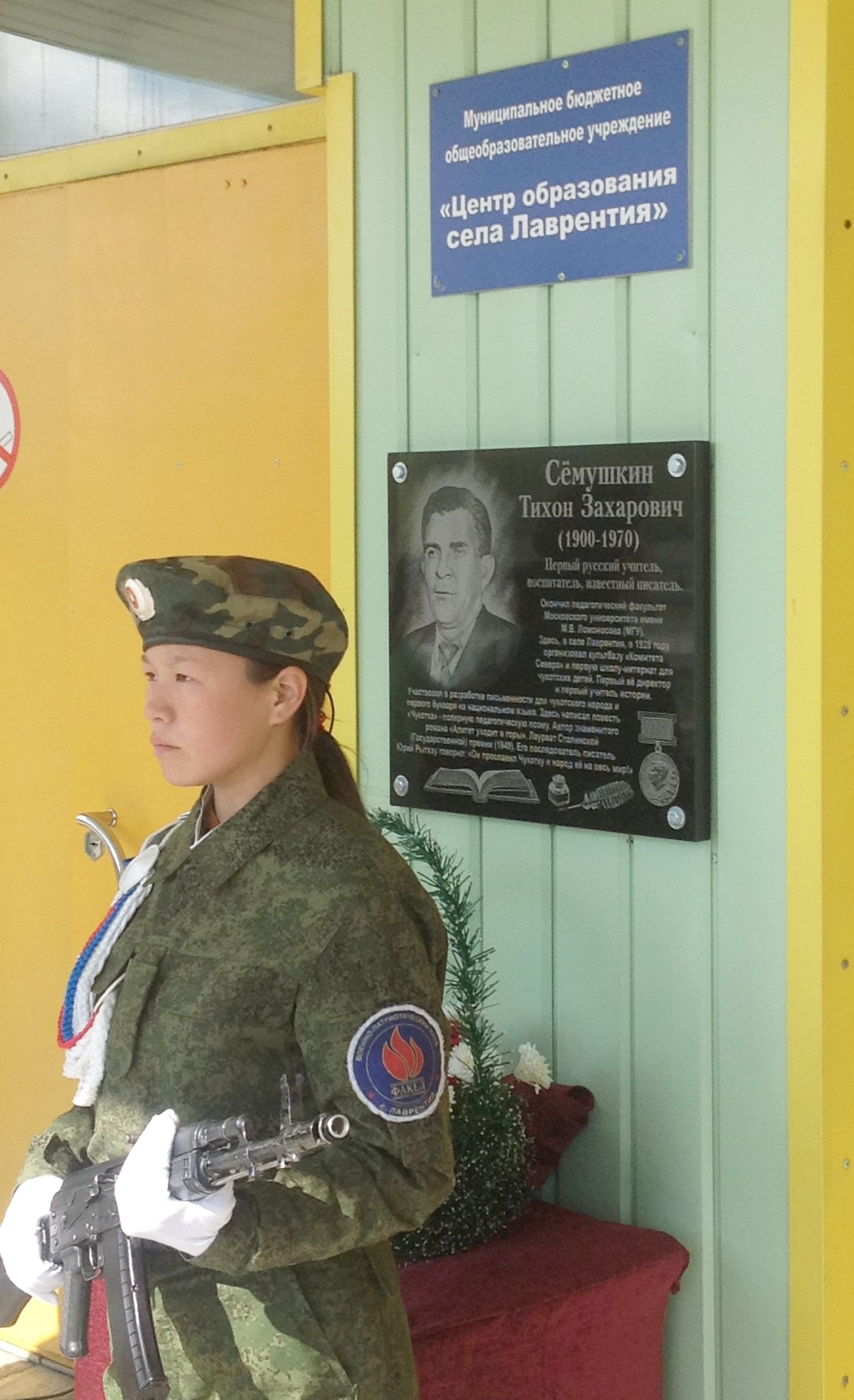
Мемориальная доска писателю Тихону Сёмушкину в с. Лаврентия

- 3 марта 1971 года Центральная районная библиотека с. Лаврентия (Чукотка) решением Совета Министров РСФСР стала именоваться библиотекой им. Тихона Захаровича Сёмушкина.
- Имя писателя носит школа в с. Старая Кутля Лунинского района Пензенской области, на которой установлена мемориальная доска.
- На Дальнем Востоке работал теплоход проекта 1588 «Тихон Сёмушкин», принадлежащий ООО «Камчатморфлот» (Kasko-Tramp)[22]. Ныне утилизирован[23].
- 16 августа 2017 года на здании «Центра образования села Лаврентия» в с. Лаврентия Чукотского района открыта мемориальная доска писателю Тихону Сёмушкину силами Общественного совета по сохранению исторического наследия Дальнего Востока при ВООПИиК (Хабаровск)[24][25][26].